# Fatih Kamaçi
Fatih Kamaçi (* 23. května 1989, Waalwijk, Nizozemsko) je nizozemský fotbalový záložník s tureckými kořeny, který je hráčem klubu FC Oss.

## Klubová kariéra
Kamaçi hrál v mládežnických letech v RKC Waalwijk. V roce 2009 odešel do nizozemského čtvrtoligového amatérského klubu VV Dongen, kde působil až do roku 2014. V létě 2014 byl na testech v profesionálním klubu FC Oss, které dopadly úspěšně a hráč podepsal roční smlouvu.